# سيلاس (لاعب كرة قدم)
سيلاس (بالبرتغالية: Silas Feitosa de Sousa‏) هو لاعب كرة قدم برازيلي في مركزي الوسط والدفاع، ولد في 8 مارس 1985 في ساو برناردو دو كامبو في البرازيل. لعب مع ريد بل براغانتينو ونادي باهيا ونادي ساو بيرناردو ونادي غسترش فولاد ونادي غواراني.

## وصلات خارجية
- سيلاس (لاعب كرة قدم) على موقع قاعدة بيانات كرة القدم.إي يو (الإنجليزية)
- سيلاس (لاعب كرة قدم) على موقع Soccerway.com (الإنجليزية)